# مورزینو
مورزینو (انگلیسی: Murzino) یک شهرک در شهرستان کارماسکالینسکی استان باشقیرستان کشور روسیه است.